# Hostivice
Hostivice (pronunție în cehă [ˈɦoscɪvɪtsɛ]) este un oraș și o comună din districtul Praga-Vest din regiunea Boemia Centrală din Cehia. Are o populație de aproximativ 9.200 de locuitori.
Principalele obiective turistice ale orașului sunt biserica și castelul, situate lângă piața orașului. Castelul Hostivice a fost construit în stil baroc timpuriu în 1689–1697. În prezent, în castel se află primăria orașului. 

## Diviziuni administrative

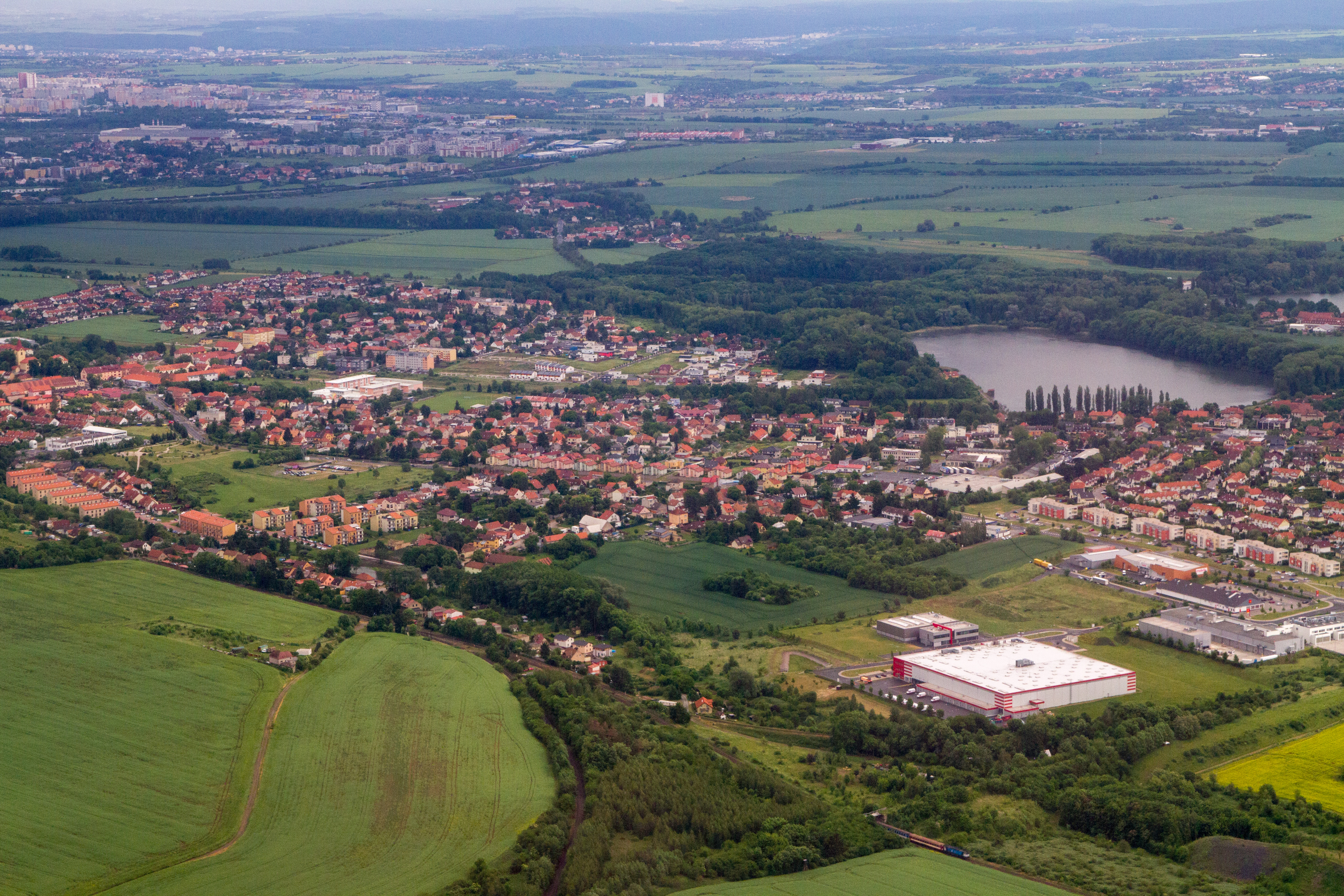
Vedere aeriană

Hostivice este format din două diviziuni administrative (în paranteze populația conform recensământului din 2021):
- Hostivice (9.655)
- Břve⁠(d) (132)

## Etimologie
Numele a fost derivat din numele personal Hostivít, cu sensul de „satul lui Hostivít”.

## Geografie
Hostivice se află în vestul capitalei Praga, în imediata sa vecinătate. 
Se găsește într-un peisaj agricol plat al Podișului Praga. 
Pârâul Litovický potok curge prin teritoriul comunei și alimentează un sistem de trei iazuri de pește, protejate ca Monumentul Naturii Iazurile Hostivice.

## Istorie
Břve este cea mai veche parte a comunei. Satul a fost menționat pentru prima dată în anul 1184. Prima mențiune scrisă despre Hostivice datează din 1277.
Aspectul actual al orașului a fost creat prin unirea și dezvoltarea a patru sate separate: Hostivice, Litovice, Jeneček și Břve. În 1849, Litovice, Jeneček și Břve s-au unit pentru a forma o singură comună, Litovice, iar în 1950, a fost unită cu Hostivice.
În 1978, Hostivice a devenit oraș.

## Transporturi
Hostivice se află în apropierea Aeroportului Václav Havel Praga. Autostrada D6 de la Praga la Karlovy Vary trece pe lângă oraș.
Hostivice se află pe liniile de cale ferată Praga– Kladno și Praga–Rudná.

## Obiective turistice

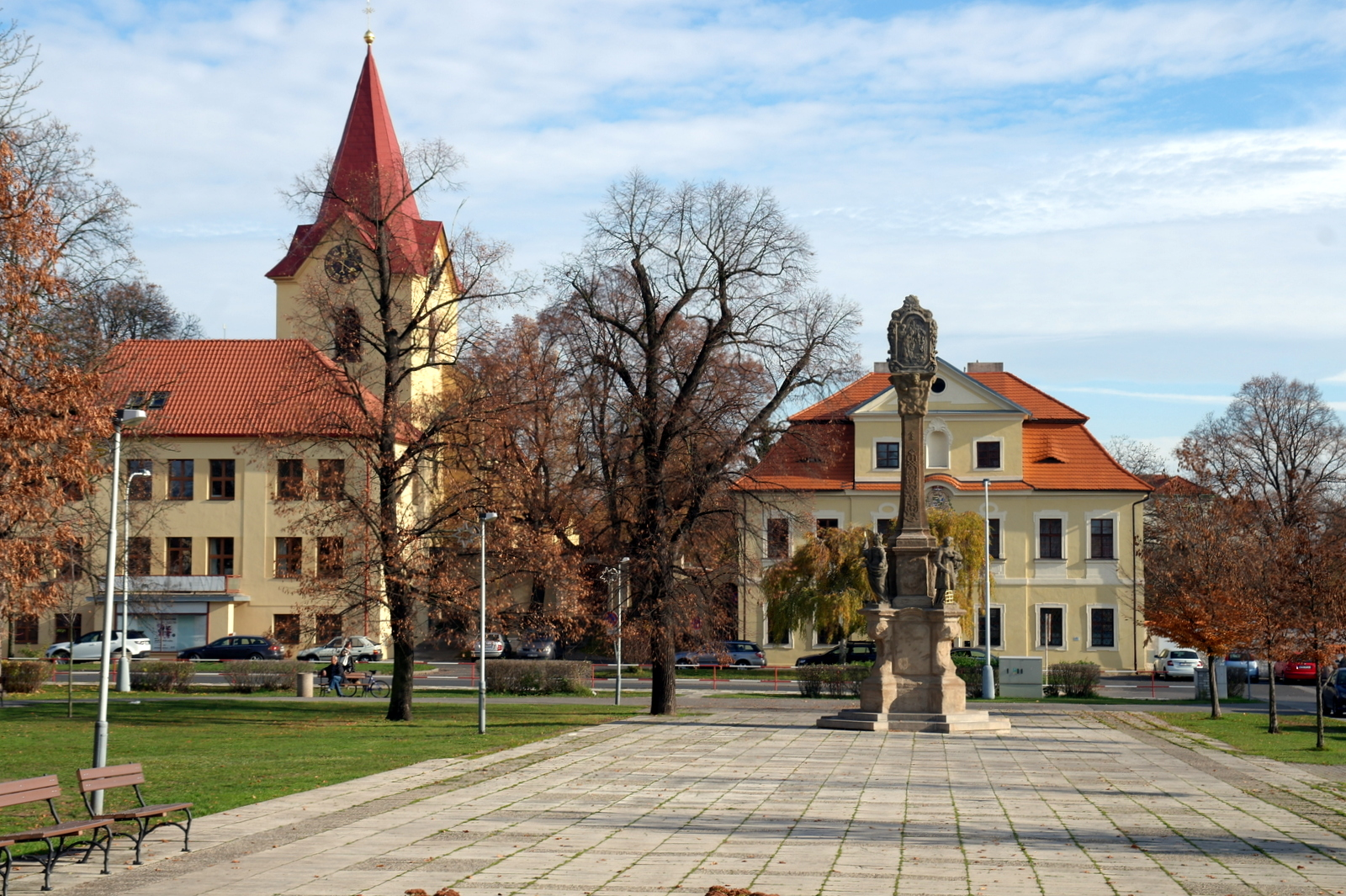
Coloana mariană și rectoratul din piața orașului; turnul bisericii apare în stânga

Principalele obiective turistice ale orașului sunt biserica și castelul, situate lângă piața orașului. Castelul Hostivice a fost construit în stil baroc timpuriu în 1689–1697 pentru contesa Caretto-Millesimo. Castelul a fost reconstruit în totalitate în 1732–1734, în timpul domniei Annei Maria Franziska de Saxa-Lauenburg. De asemenea, ea a dat poruncă să se construiască un Hambar mare cu două etaje lângă castel. În prezent, în castel se află primăria orașului.
Biserica Sfântul Iacob cel Mare a fost construită în stil gotic în secolul al XIII-lea sau al XIV-lea. În secolele al XVIII-lea și al XIX-lea, biserica a fost modificată și extinsă la forma sa actuală.
În centrul pieței orașului se află o coloană mariană în stil baroc, din anul 1734.

## Persoane notabile
- David Rath⁠(d) (născut în 1965), politician; locuiește aici